# Kanjel

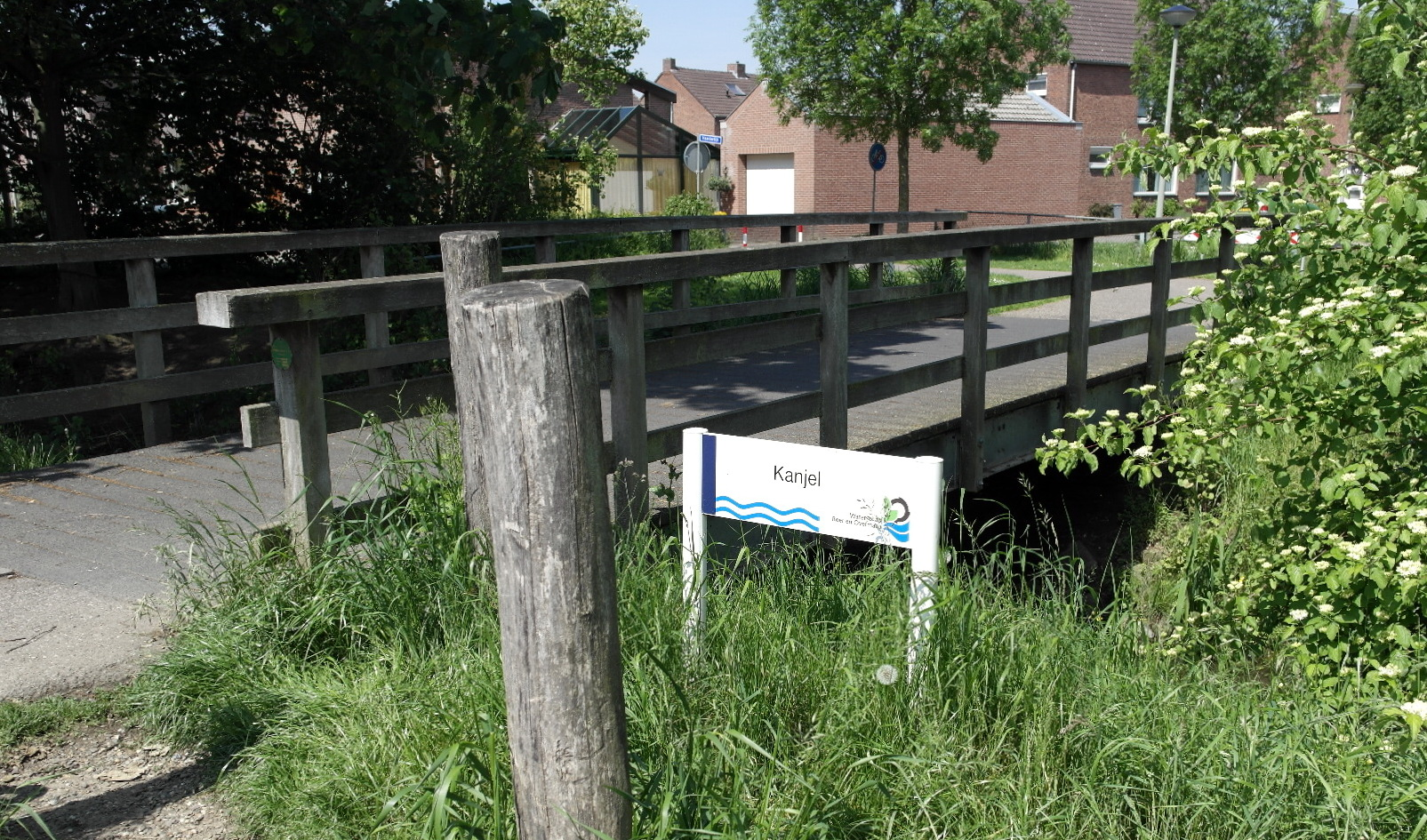
Brug over de Kanjel bij Borgharen

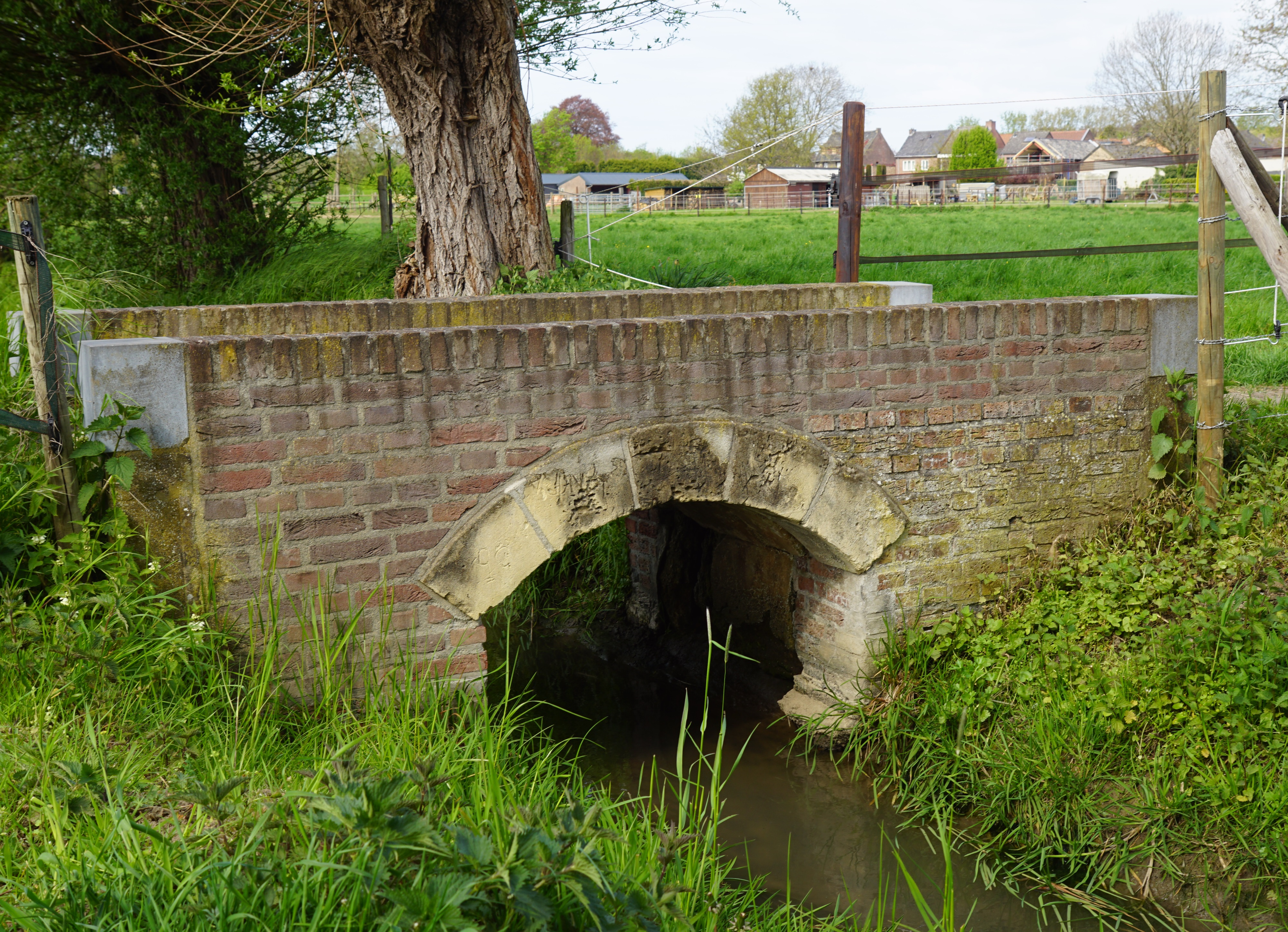
Het bruggetje nabij de Stuifkensweg in Itteren is een gemeentelijk monument.

De Kanjel is een beek in het zuiden van de Nederlandse provincie Limburg. De naam is afgeleid van het Latijnse canalis (pijp, goot, riool, kanaal). De Kanjel is een zijrivier van de Geul en de Maas. De lengte van de beek is ongeveer 4,5 km.

## Stroomgebied
Het stroomgebied van de Kanjel ligt bijna geheel binnen de gemeente Maastricht. Alleen de laatste tientallen meters bij de monding in de Geul bevinden zich binnen de gemeente Meerssen.
De beek ontspringt in de buurtschap Mariënwaard, ten westen van Rothem tussen Maastricht en Meerssen, en stroomt langs de bebouwde kom van Limmel. Net voorbij de onderleider bij het Julianakanaal nabij het dorp Borgharen splitst de Kanjel zich in twee takken. De Nieuwe Kanjel mondt bij Borgharen uit in de Maas. Deze tak voedde ooit de graanmolen van Borgharen. De andere tak wordt de Oude Kanjel genoemd. Deze stroomt iets noordelijker door het dorp Itteren en vloeit eerst samen met de Geul, voordat deze een paar honderd meter verder uitmondt in de Maas.
In het kader van het Grensmaasproject werd eind 2014 gestart met het verleggen van de monding van de Oude Kanjel. Daarbij werd de eerdere normalisatie van de beek over een lengte van 1300 meter teruggedraaid door meanders toe te voegen, waardoor de lengte van de beek met 230 meter toenam. Over de laatste 500 meter is de Kanjel deels verlegd naar een iets verderop gelegen natuurlijke laagte. Hier zijn twee nieuwe duikers aangelegd. Tevens werden de oevers van de beek minder steil gemaakt en is het rivierslib verwijderd dat de ontwikkeling van een levendige biotoop tegenhield. In 2018 waren de werkzaamheden in de omgeving van Itteren afgerond.
Omstreeks dezelfde tijd werd een ander deel van de Kanjel, tussen de straat Mariënwaard en de A2, over een lengte van circa 550 m naar het westen verlegd, om meer ruimte te creëren voor de snelweg. Uit een voorafgaand archeologisch onderzoek bleek in 2012 dat de toenmalige loop van de Kanjel een gegraven afwatering was. De loop van de oorspronkelijke beek kon niet met zekerheid worden vastgesteld.
Het stroomgebied van de Kanjel valt geheel binnen het gebied van het Buitengoed Geul & Maas (voorheen Landgoederenzone Maastricht-Meerssen). Twee van deze landgoederen zijn of waren genoemd naar de beek: buitenhuis De Kanjel, tegenwoordig La Grande Suisse, en Villa Kanjel (voorheen La Petite Suisse). In de tuinen van deze landgoederen liggen diverse kanalen en vijvers die gevoed worden door de Kanjel (en de Gelei). Dit waternetwerk, dat zich uitstrekt van Villa Kruisdonk tot aan het Julianakanaal, is een gemeentelijk monument.

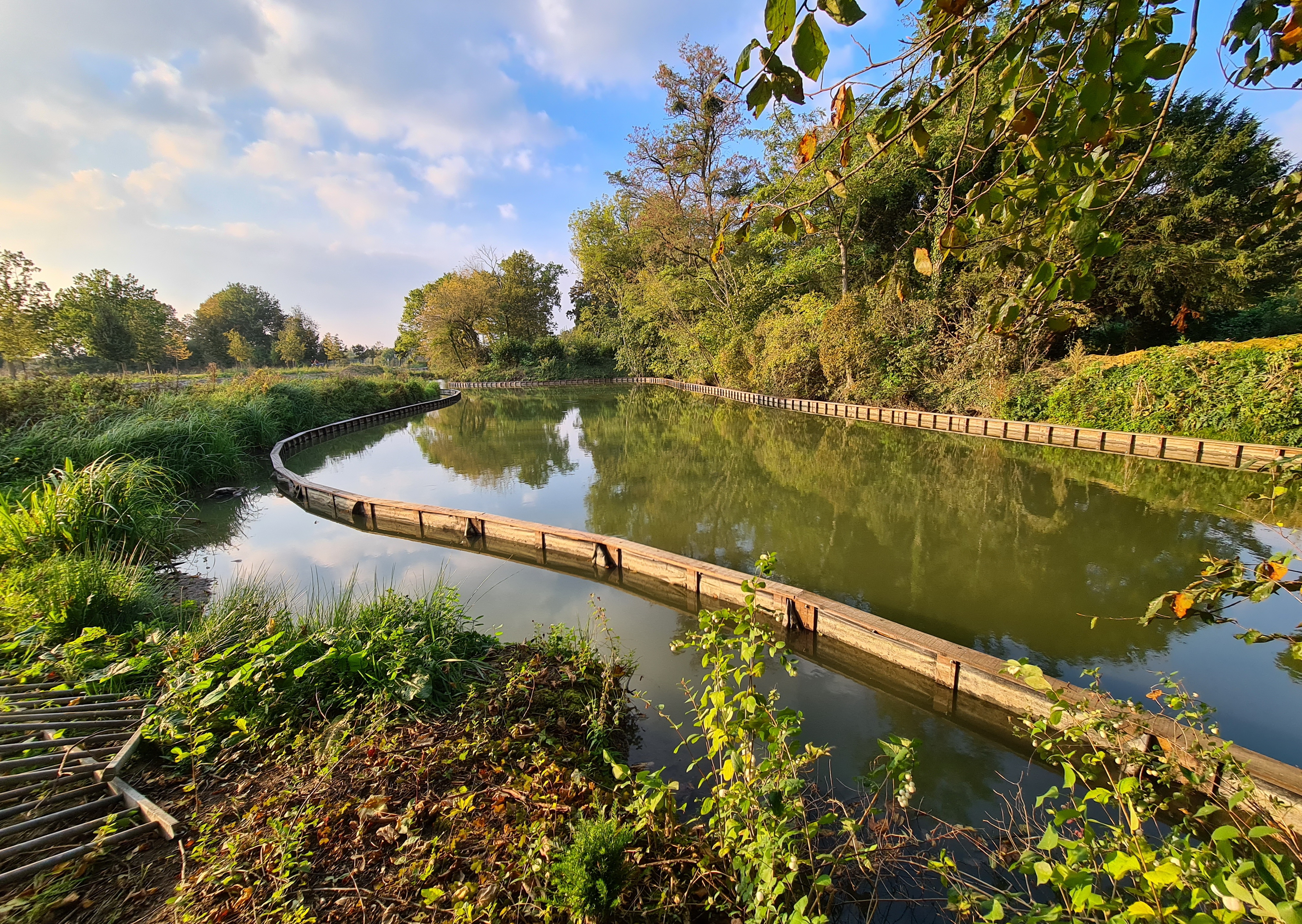
De Kanjel bij Villa Kanjel
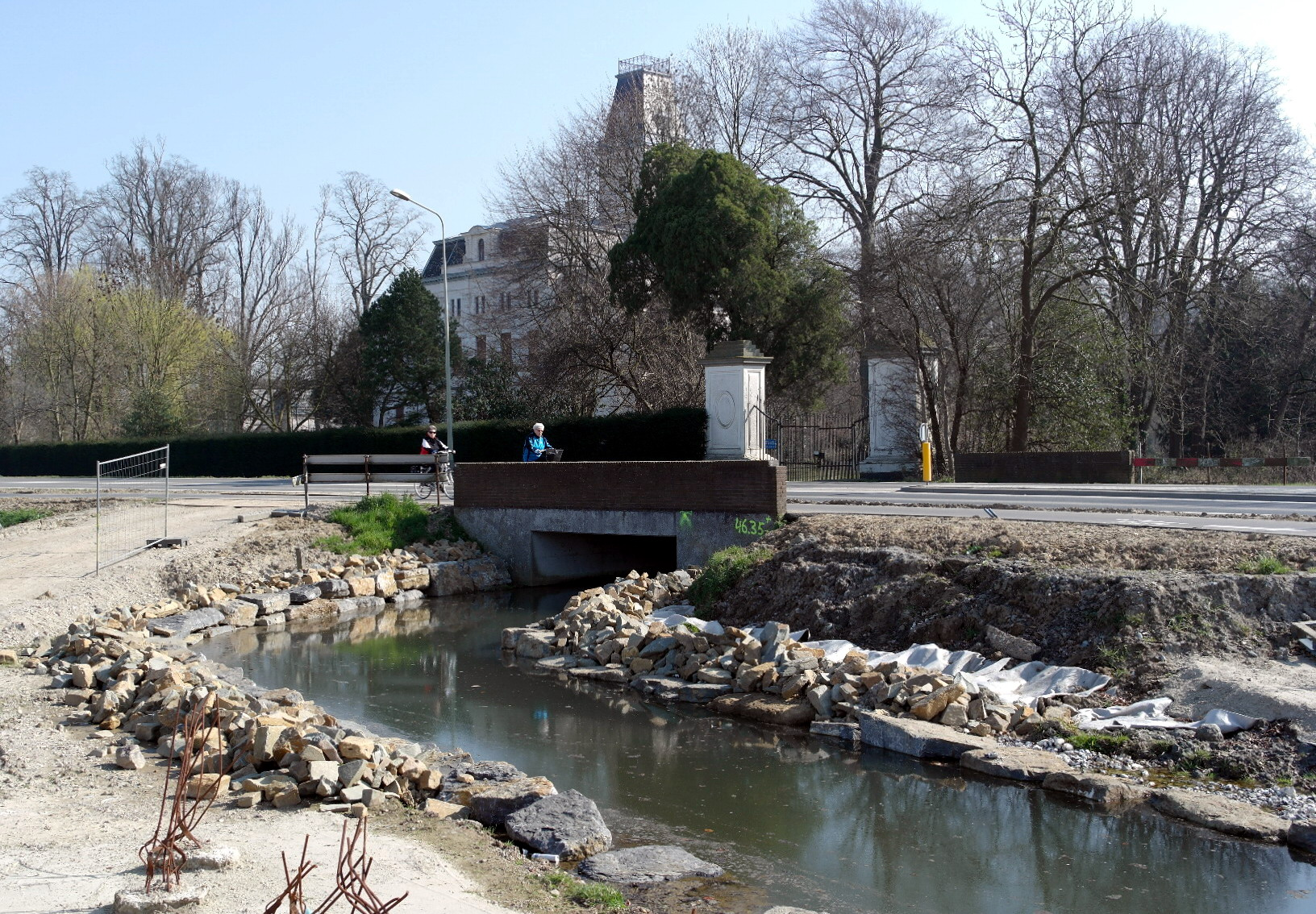
Oeverversteviging bij Mariënwaard
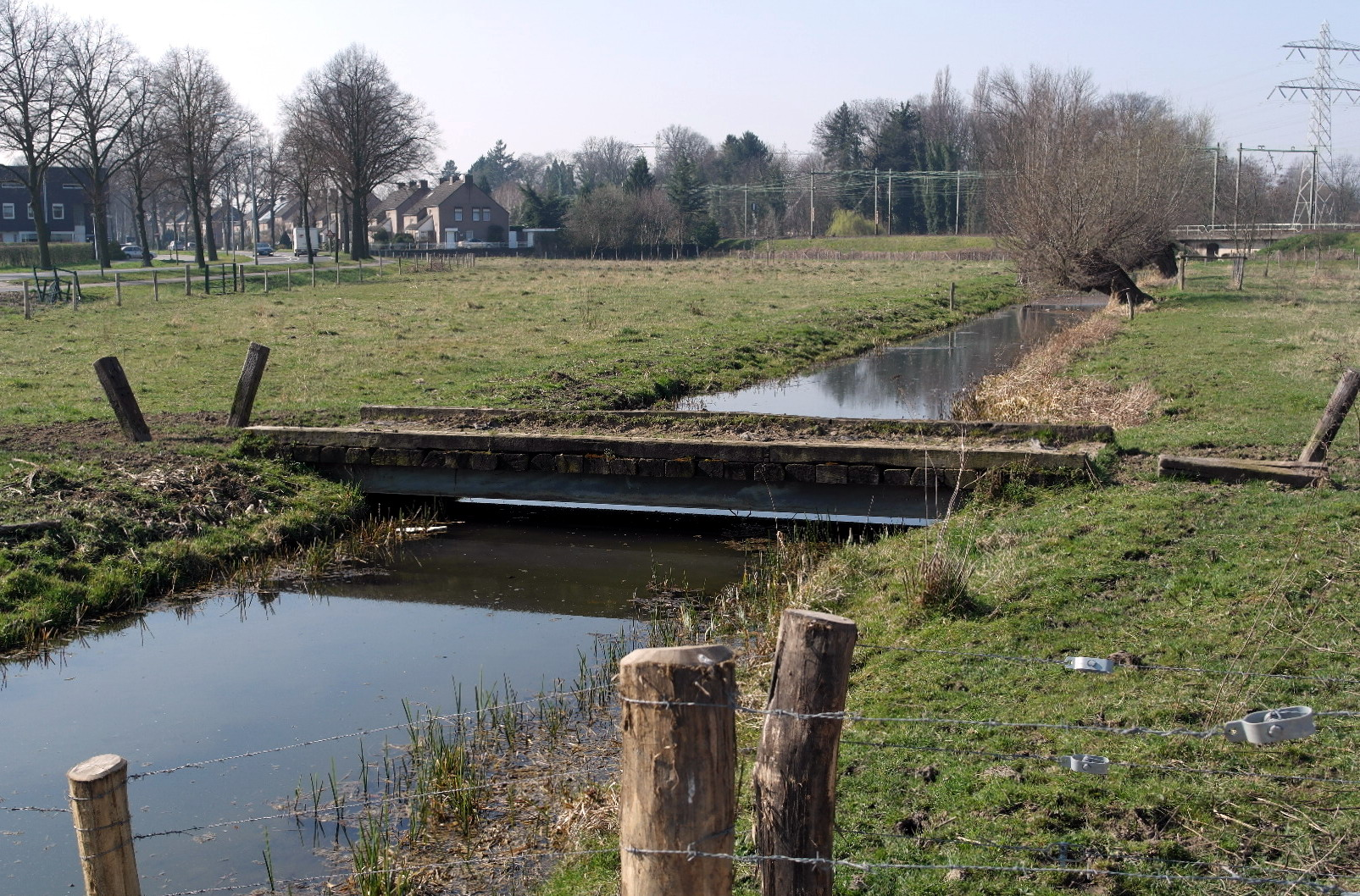
De Kanjel ten noorden van Nazareth
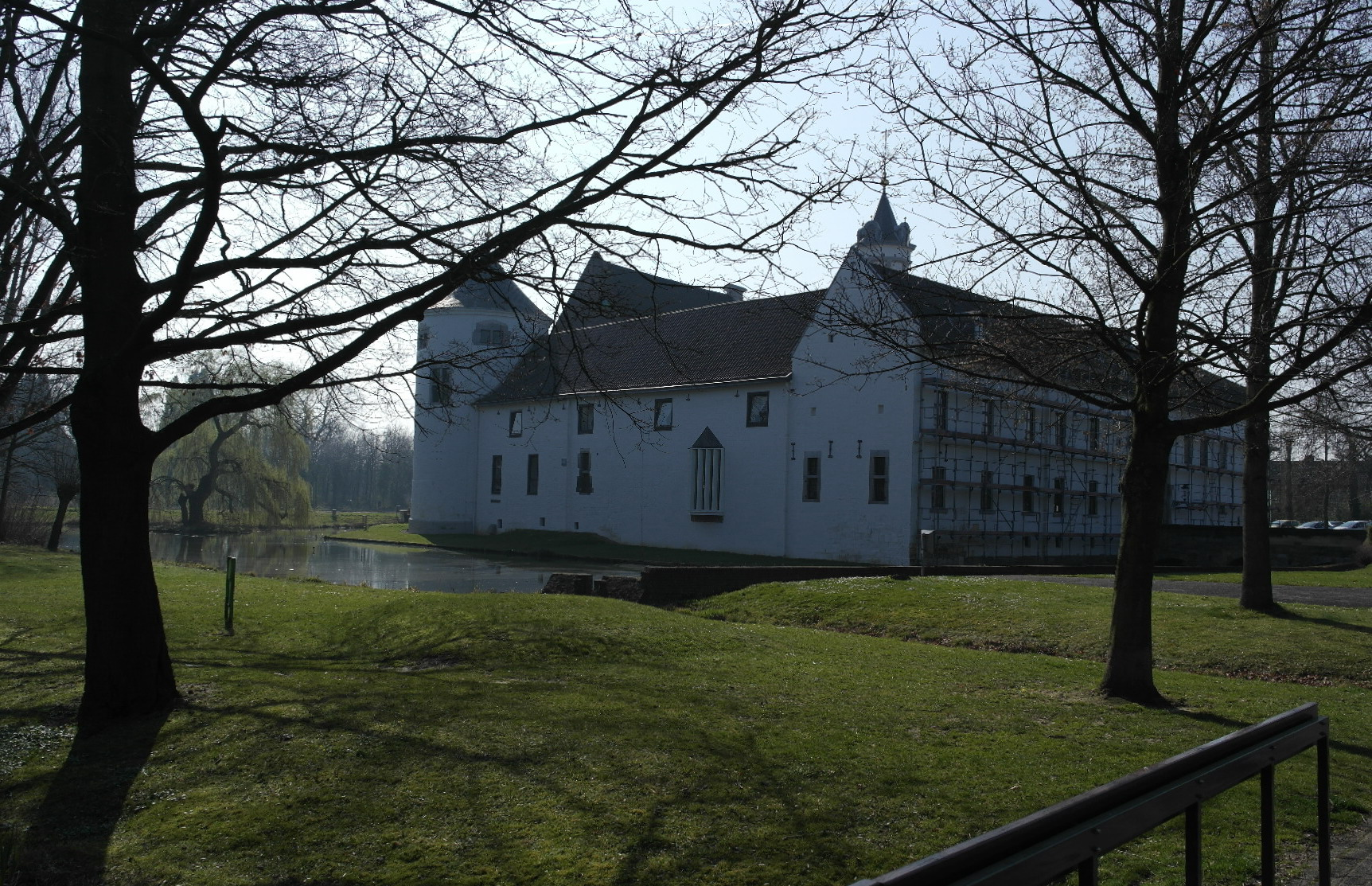
De Kanjel nabij Kasteel Bethlehem in Limmel
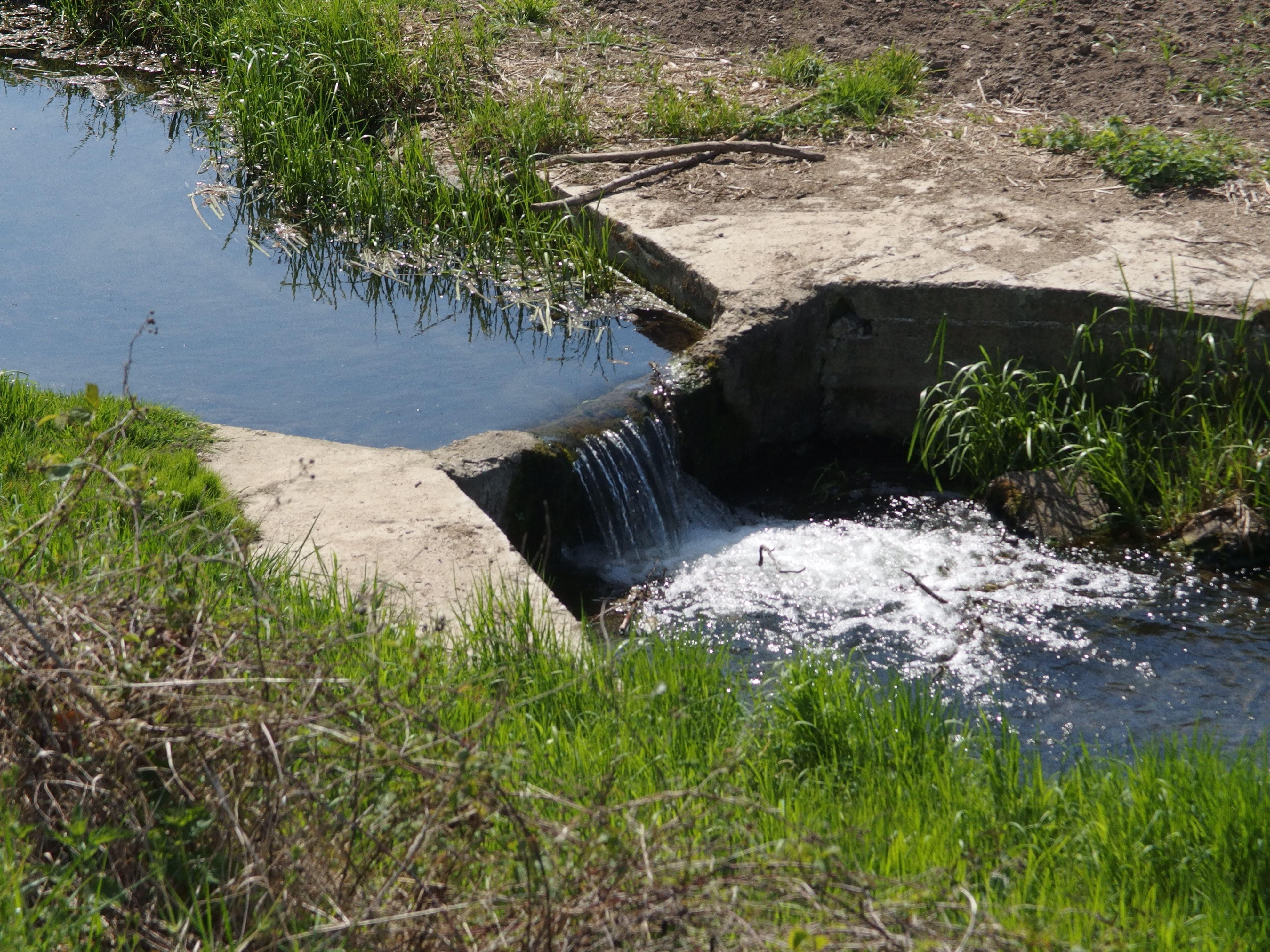
Stuw in de Kanjel bij Borgharen
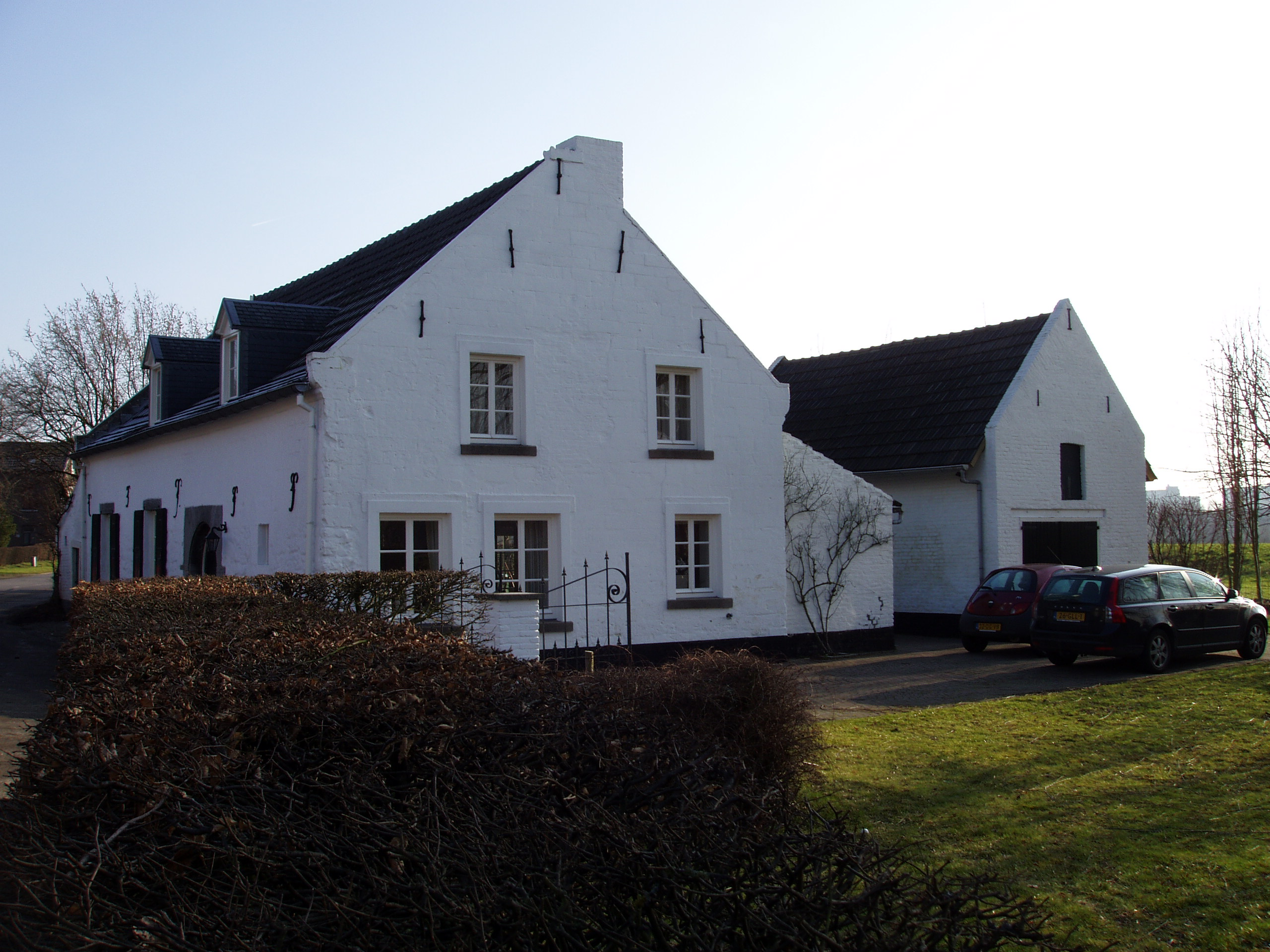
Graanmolen van Borgharen
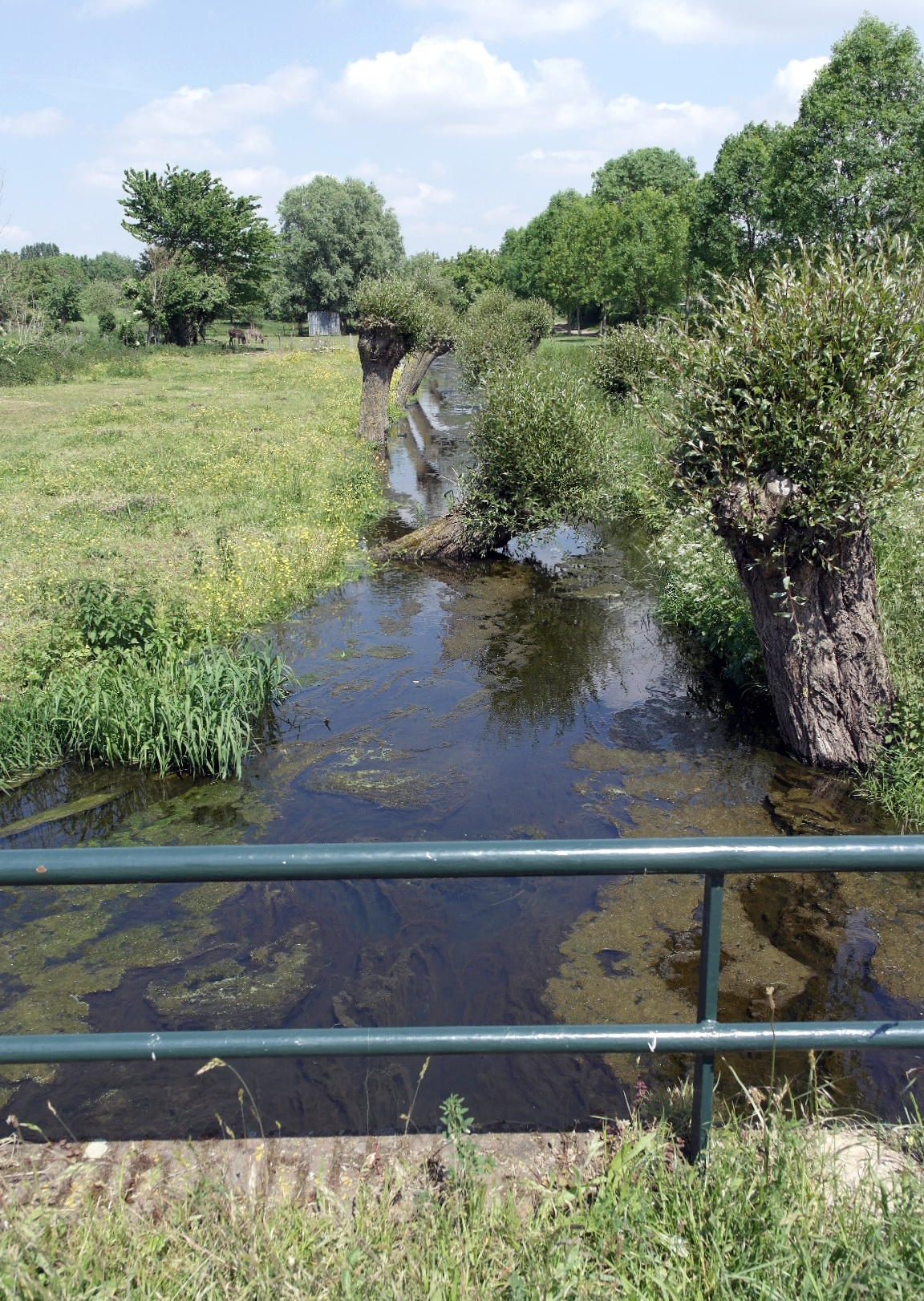
Oude Kanjel bij Itteren
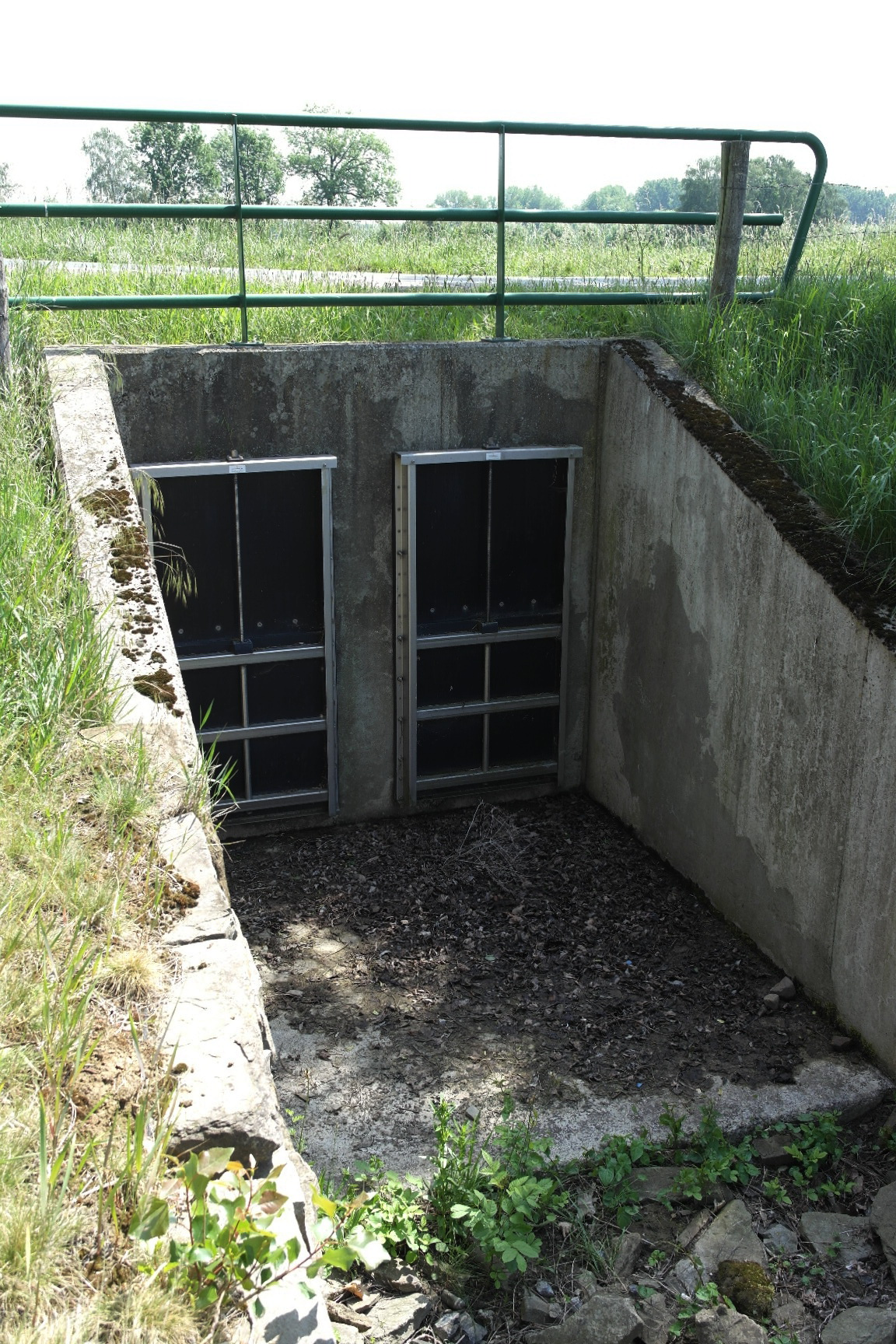
Sluisje bij Itteren

## Trivia
- 'Kanjel' is tevens de Maastrichtse benaming voor een dakgoot.[5] In de provincie Overijssel bevindt zich een beek met de naam Goot.